# Zooropa (album)
Zooropa is het achtste studioalbum van de Ierse rockband U2. Het album, dat eerst een ep zou worden, werd opgenomen tijdens de Zoo TV Tour en uitgebracht op 5 juli 1993. Muzikaal gezien gaat het album verder op de weg die met Achtung Baby was ingeslagen. Op Zooropa zijn dan ook veel experimenten met alternatieve en elektronische muziek te horen. De nummers Numb, Lemon en Stay (Faraway, So Close!) werden uitgebracht als single. De albumtitel is een porte-manteau van "Zoo TV" en "Europa".

## Tracklist
1. Zooropa – 6:31
2. Babyface – 4:01
3. Numb – 4:20
4. Lemon – 6:58
5. Stay (Faraway, So Close!) – 4:58
6. Daddy's Gonna Pay for Your Crashed Car – 5:20
7. Some Days Are Better Than Others – 4:17
8. The First Time – 3:45
9. Dirty Day – 5:24
10. The Wanderer (met Johnny Cash) – 5:41

## Hitlijsten en verkoop
| Land                | Toppositie | Certificatie | Verkoop    |
| ------------------- | ---------- | ------------ | ---------- |
| Australië           | 1          |              |            |
| Oostenrijk          | 1          | Goud         | 15.000+    |
| Brazilië            |            | Gold         | 50.000+    |
| Canada              |            | 4x Platina   | 400.000+   |
| Frankrijk           |            | Platinum     | 300.000+   |
| Duitsland           |            | Goud         | 100.000+   |
| Verenigd Koninkrijk |            | Platina      | 300.000+   |
| Verenigde Staten    | 1          | 2x Platina   | 2.000.000+ |

## Bezetting
- Bono – zang, gitaar
- The Edge – gitaar, piano, zang
- Adam Clayton – basgitaar
- Larry Mullen jr – drums, achtergrondzang
- Johnny Cash – zang op The Wanderer